# Sara Glojnarić

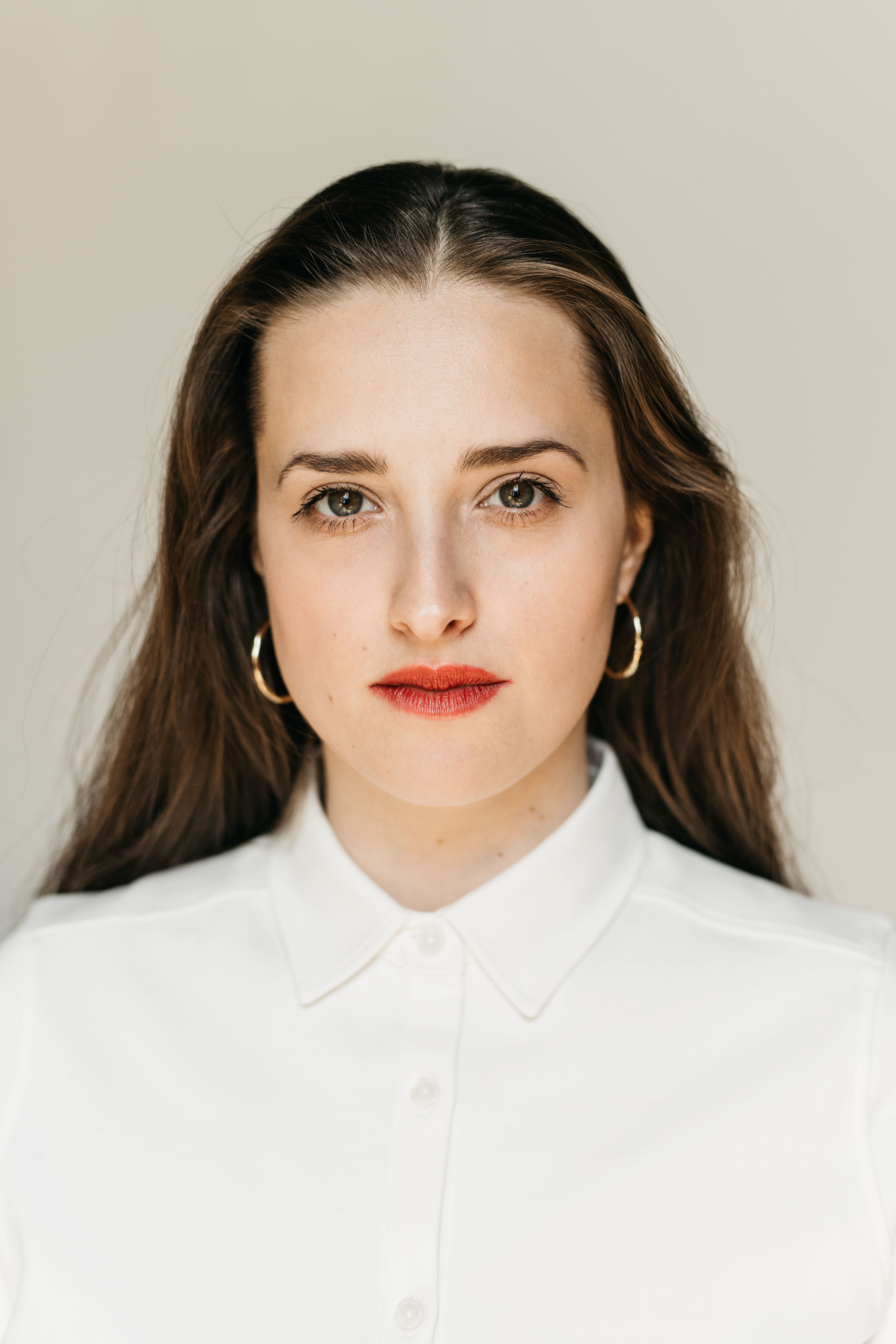
Sara Glojnarić (2022)

Sara Glojnarić (* 8. Januar 1991 in Zagreb) ist eine kroatische Komponistin.

## Leben
Sie studierte Komposition an der Musikakademie Zagreb. 2013 schloss Glojnarić ihr Studium unter Davorin Kempf ab. Anschließend studierte sie bei Michael Reudenbach in Stuttgart. Von 2015 bis 2018 besuchte sie die Staatliche Hochschule für Musik und Darstellende Kunst Stuttgart, wo sie bei Martin Schüttler Komposition studierte. Sara Glojnarić lebt und arbeitet als freischaffende Komponistin, zunächst in Stuttgart, seit 2023 in Leipzig. Seit 2021 trainiert sie außerdem für die Teilnahme an einem Triathlon. Sie unterrichtete im Rahmen einer Gastdozentur im Wintersemester 2024/25 in Vertretung von Johannes Kreidler während dessen Sabbatical in Basel an der dortigen Hochschule für Musik.

## Werk
Glojnarić schrieb unter anderem Kompositionen für das Ensemble Musikfabrik, die Neuen Vocalsolisten Stuttgart, Trio Catch, Sarah Maria Sun, Dirk Rothbrust, The Black Page Orchestra und das HRT Rundfunkorchester. Ihre Musik wurde auf Festivals wie Eclat Stuttgart, Ultraschall Berlin, dem Huddersfield Contemporary Music Festival, den Wittener Tagen für neue Kammermusik, beim Showroom of Contemporary Sound, der Music Biennale Zagreb sowie bei Acting in Concert aufgeführt.
Glojnarić stehe als Künstlerin „für eine akzentuierte und tabufreie Betrachtung soziopolitischer Feinmechanik unserer gegenwärtigen Gesellschaft und spannt vor diesem Hintergrund ihrer Arbeit als Komponistin einen weit gezogenen Bogen, der Popkultur und Kunstmusik gleichermaßen miteinschließt“, wie es im Zuge der Verleihung des Erste-Bank-Kompositionspreises 2022 hieß. Beim Festival Wien Modern wurden im November 2022 ihre Kompositionen Pure Bliss und sugarcoating #4 mit dem Klangforum Wien und dem ORF Radio-Symphonieorchester Wien unter Marin Alsop uraufgeführt. Im selben Monat kam auch ihr Orchesterwerk Everything, Always, ein Kompositionsauftrag von musica femina münchen, mit dem Münchener Kammerorchester zur Uraufführung.

## Preise
- 2014 Preis der Rudolf und Margita Matz Stiftung[2]
- 2018 Kranichsteiner Musikpreis[12]
- 2020 Gewinnern des Kompositionswettbewerbs „Neue Szenen“[13]
- 2022 Erste Bank Kompositionspreis[6]
- 2023 Förderpreis zum Ernst von Siemens Musikpreis
- 2024 Orchesterpreis des SWR Symphonieorchesters für Ding, Dong, Darling! für Orchester und Fixed Media[14]
- 2025 69. Kompositionspreis der Landeshauptstadt Stuttgart für everything, always für Streichorchester und Tape[15][16]
- 2025 Deutscher Musikautor*innen Preis der GEMA in der Kategorie Nachwuchs[17]

## Werkverzeichnis (Auswahl)

### Solo
- Mora für Violoncello (2014)
- Not There Yet für Flöte (2014)
- Latitudes für Klavier, Video (2020)
- Latitudes #2 für Drumset, Elektronik (2021)

### Kammermusik
- Indispensable Ms. Jones für Keyboard, E-Gitarre, Schlagzeug, Violoncello, Flöte und Elektronik (2016)
- sugarcoating (v3.0) für Flöte, Oboe, Klarinette, Saxophon, Percussion, Klavier, Violine, Viola, Violoncello (2017/20)
- sugarcoating #2 für Klavier, Klarinette, Violoncello, Elektronik (2017)
- SYNCD. für Schlagquartett (4 Pauken und 8 Sprungfedern) (2018)
- Artefacts #2 für Sopran, Schlagzeug, Tape (2019)
- sugarcoating #3 für Ensemble (Fl, Ob, Klar, Sax, Drums, Klav, Vl, Vla, Vc) (2022)
- we are too weird for TV für Streichquartett, Zuspielungen (2022)
- Latitudes #4 für Violine, Akkordeon (2024)

### Ensemble
- sugarcoating (v1.0) für Ensemble  (Fl, Klar, Hr, Tb, Schlgz, Klav, Vl, Vla, Vc, Kb) (2017)
- sugarcoating (v2.0) für großes Ensemble (2 Fl, Ob, Klar, Bassklar, Hr, Pos, Schlgz, Klav, 2 Vl, 2 Vla, 1-2 Vc, 1-2 Kb) (2017–18)
- Pure Bliss für Ensemble (Fl, Ob, Klar, Sax, Fg, Hr, Trp, Pos, 2 Perc, Klav, 2 Vl, Vla, Vc, Kb) Zuspielungen (2022)

### Orchester
- sugarcoating #4 für Orchester (2022)
- EVERYTHING, ALWAYS für Streichorchester und Audio-Zuspiel (2022)
- Ding, Dong, Darling! für großes Orchester (2024)
- and all is mended für Singstimme, Orchester, Live-Elektronik (2024)

### Vokalmusik
- Artefacts für 6 Vokalsolisten, Tape, Video (2018)

### Musiktheater
- Zabica kraljica (Frog the Queen) Kinder-Puppenmusiktheater für Sopran, Kontrabass, Klavier, Schlagzeug, Puppenspieler (2017)
- Pray, chuck, come hither Musiktheater nach William Shakespeare für Sopran, Tenor, Ensemble und Tape (2019)
- Kein Mythos für 2 Sängerinnen, Vocoder, Streichquartett, Percussion, Video (2020)
- Im Stein Musiktheater auf ein Libretto von Clemens Meyer für Solisten, Chor, Orchester, Elektronik (2020/21)
- Neuro-Moon – Manage your Memories Kammeroper auf ein Libretto von Emma Braslavsky für 2 Sängerinnen, 2 Sänger, 1 Schauspielerin, 5 Instrumente, Elektronik und Video (2022/23)

### Elektronik
- #popfem Videoarbeit (2016)
- Confession Box Multimediale Duftinstallation für 4 Boxen und Elektronik (2016)
- #popfem 2 Videoarbeit (2018)
- Forever Apocalyptic für Elektronik (2018)

## CDs
- Portrait-CD „Sara Glojnarić: sugarcoating #4“ mit sugarcoating #4, Latitudes #2, Artefacts #2, Latitudes, sugarcoating. KAIROS 2023 (0022031KAI)